# Tzajalumil
Tzajalumil är en ort i Mexiko.   Den ligger i kommunen Yajalón och delstaten Chiapas, i den sydöstra delen av landet, 800 km öster om huvudstaden Mexico City. Tzajalumil ligger 1 480 meter över havet och antalet invånare är 162.
Terrängen runt Tzajalumil är kuperad åt sydost, men åt nordväst är den bergig. Runt Tzajalumil är det ganska tätbefolkat, med 54 invånare per kvadratkilometer. Närmaste större samhälle är Yajalón, 3,8 km norr om Tzajalumil. I omgivningarna runt Tzajalumil växer i huvudsak städsegrön lövskog.